# Atletica leggera ai Giochi della XXV Olimpiade - 800 metri piani femminili

Video della Finale

Gli 800 metri piani hanno fatto parte del programma femminile di atletica leggera ai Giochi della XXV Olimpiade. La competizione si è svolta nei giorni 2-5 agosto 1992 allo Stadio del Montjuic di Barcellona.

## Presenze ed assenze delle campionesse in carica
| Competizione         | Atleta             | Prestazione | Barcellona 1992 |
| -------------------- | ------------------ | ----------- | --------------- |
| Olimpiadi 1988       | Sigrun Wodars      | 1'56”10     | Presente        |
| Commonwealth 1990    | Diane Edwards      | 2'00”25     | Presente        |
| Goodwill Games 1990  | Ana Fidelia Quirot | 1'57”42     | Solo 800 m      |
| Europei 1990         | Sigrun Wodars      | 1'55”87     | Presente        |
| Asiatici 1990        | Li Wenhong         | 2'01”04     | Assente         |
| Panamericani 1991    | Ana Fidelia Quirot | 1'58”71     | Presente        |
| Africani 1991        | Maria Mutola       | 2'04”02     | Presente        |
| Mondiali 1991        | Lilija Nurutdinova | 1'57”50     | Presente        |
|                      |                    |             |                 |
| Mondiali junior 1988 | Birte Bruhns       | 2'00”67     | Non selez.      |

1. ↑  Sotto la bandiera della Gran Bretagna.
2. ↑  L'ex URSS si presenta con la nuova denominazione «Squadra Unificata».

## La gara
Le due semifinali sono una completamente diversa dall'altra: veloce la prima e tattica la seconda.
Nella prima serie ben 6 atlete su 8 completano la gara in meno di 1'59". Prevale Lilija Nurutdinova (campionessa mondiale in carica) con 1'58"04, sulla ventenne mozambicana Maria Mutola. Letitia Vriesde è la prima delle eliminate con 1'58"28 (l'ottocentista non qualificata più veloce di sempre).
La seconda è vinta da Lyubov Gurina in 2'00"64 sull'olandese Ellen van Langen; la campionessa olimpica ed europea in carica, Sigrun Wodars, viene sorprendentemente eliminata.
Lilija Nurutdinova decide di condurre la finale nello stesso modo della semifinale: all'attacco. Percorre il primo giro in 55"73. Ai 600 metri la russa è ancora in testa; qui comincia a rimontare Ellen van Langen che, dalla quinta posizione, supera all'interno tutte le avversarie e si presenta da sola al traguardo.

## Risultati

### Turni eliminatori
| 4 batterie   | 2 agosto | 36 partenti   | Si qualificano le prime 3 + i 4 migliori tempi. |
| 2 semifinali | 3 agosto | 8 + 8         | Si qualificano le prime 4.                      |
| Finale       | 5 agosto | 8 concorrenti |                                                 |

### Finale
| Pos | Paese             | Atleta             | Tempo   |
| --- | ----------------- | ------------------ | ------- |
|     | Paesi Bassi       | Ellen van Langen   | 1'55"54 |
|     | Squadra Unificata | Lilija Nurutdinova | 1'55"99 |
|     | Cuba              | Ana Fidelia Quirot | 1'56"80 |